# スコット・フェルドマン
スコット・ウェイン・フェルドマン（Scott Wynne Feldman , 1983年2月7日 - ）は、アメリカ合衆国ハワイ州オアフ島カイルア出身の元プロ野球選手（投手）。右投左打。

## 経歴

### プロ入り前
出身はハワイ州だが、子どもの頃にカリフォルニア州サンフランシスコに移住し、そこで育った。
2002年のMLBドラフト41巡目（全体1241位）でヒューストン・アストロズからで指名されたが、この時は契約しなかった。

### プロ入りとレンジャーズ時代

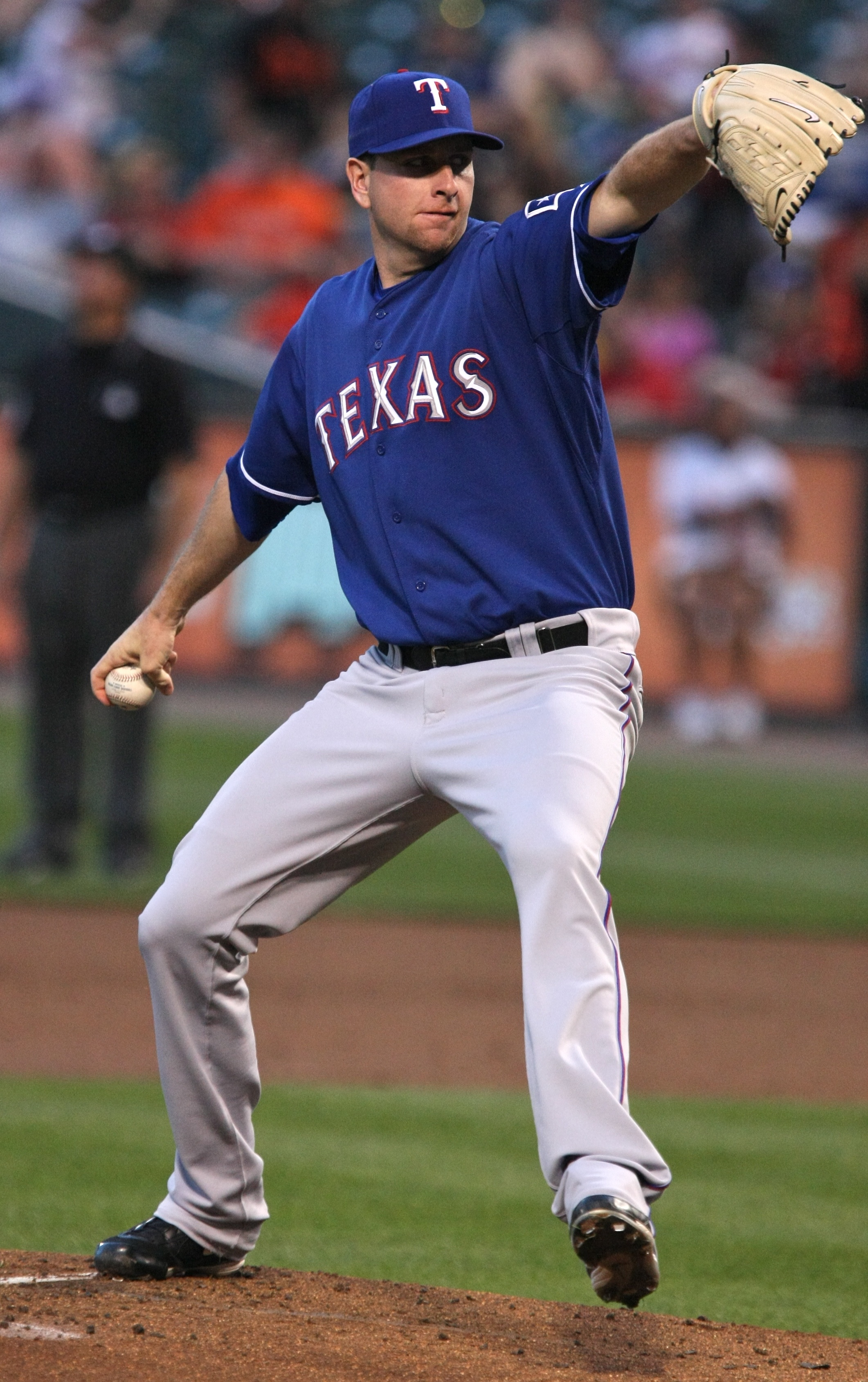
レンジャーズ時代

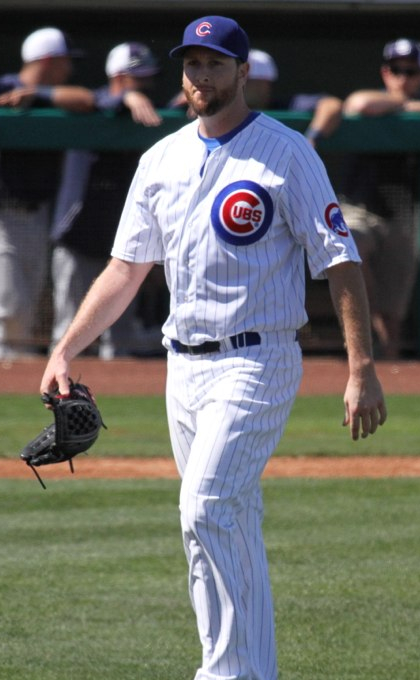
カブス時代（2013年3月10日）

2003年のMLBドラフト30巡目（全体886位）でテキサス・レンジャーズから指名され、プロ入り。同年10月にトミー・ジョン手術を受けた。
2004年はルーキー級アリゾナリーグ・レンジャーズで4試合の登板し、7イニングを無失点に抑えた。
2005年7月28日にAA級フリスコ・ラフライダーズでフェルドマンは9回を抑え、チームは3投手の継投による完全試合を達成。テキサスリーグ史上3回目の快挙となった。同年、A+級ベーカーズフィールド・ブレイズとAA級フリスコで52試合に登板し、17セーブを記録。8月31日にメジャーに昇格し、同日のシカゴ・ホワイトソックス戦でメジャーデビュー。その後、レンジャーズでシーズン終了までに8試合に登板し、防御率0.91を記録。シーズン終了後、フェルドマンはベースボール・アメリカ誌からレンジャーズ傘下で最もコントロールの良い有望な選手と評価された。
2006年は36試合に登板し、防御率3.92を記録。8月16日のロサンゼルス・エンゼルス・オブ・アナハイム戦でアダム・ケネディに死球を与えるとケネディがフェルドマンに突進して、両軍入り乱れての乱闘となった。フェルドマンは6試合、ケネディに4試合の出場停止処分が科された。
2007年9月に投球フォームをサイドスローからスリー・クォーターへ変更。
2008年はリリーフから先発に転向。28試合中25試合に先発し、6勝8敗を記録。
2009年には17勝を挙げ、一気にエース格に成長。
2010年は前年活躍を受けて4月2日に翌年から2年1150万ドル（3年目はオプション）で契約延長。シーズンでは開幕投手を任されたが、防御率5点台と期待を裏切った。この年のオフに膝の手術を受け、2011年は前半戦をリハビリにあてた。
2011年はセントルイス・カージナルスとのワールドシリーズ第6戦では延長10回裏から登板し、あと1ストライクで優勝という所まで追い込みながらランス・バークマンに同点打を許し、レンジャーズは最終的に逆転負けを喫した。
2012年10月29日に925万ドルのオプションを破棄されてFAとなった。

### カブス時代
2012年11月27日に1年600万ドルでシカゴ・カブスと契約を結んだ。

### オリオールズ時代

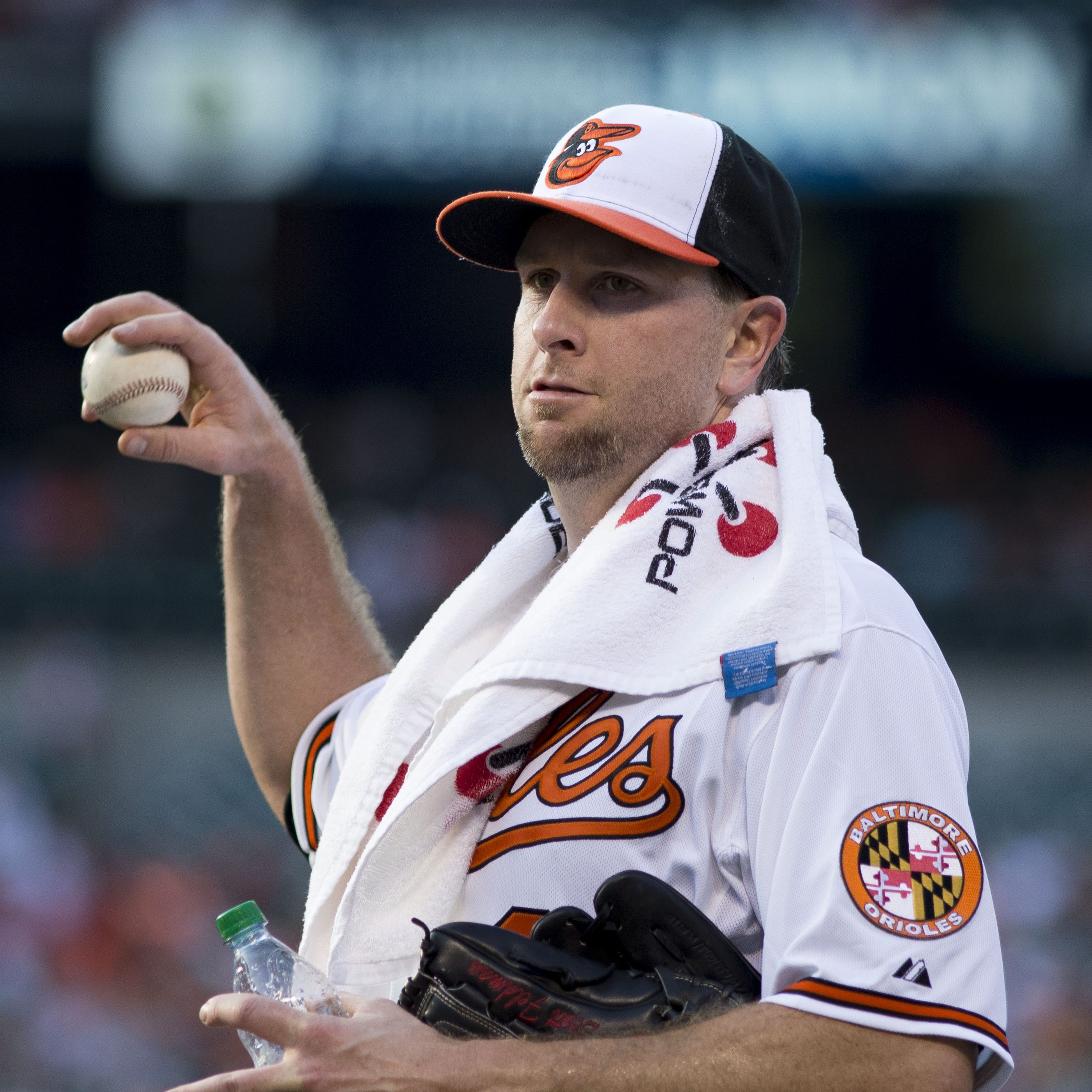
オリオールズ時代（2013年7月8日）

2013年7月2日にスティーブ・クレベンジャーと共にジェイク・アリエータ、ペドロ・ストロップとの2対2のトレードで、ボルチモア・オリオールズへ移籍した。10月31日にFAとなった。

### アストロズ時代
2013年12月6日にアストロズと3年総額3000万ドルで契約に合意し、正式発表された。
2014年は、開幕投手を務めた。この年は先発ローテーション通りに投げ、29試合でマウンドに登り、3.00台の防御率（3.74）をマークした。だが、勝ち運に恵まれず8勝12敗と負け越した。
2015年は故障もあり、18試合の先発登板に留まったが、2年連続3.00台となる防御率3.90をマークし、5勝（5敗）を挙げた。投球イニングは前年から約70.0イニング減ったが、被本塁打は3本減っただけであり、被弾の割合が上昇した。
2016年は一転して、リリーフで登板する機会が増えた。チームを出るまでに26試合に投げたが、先発でマウンドに上がったのは5試合だけだった。防御率2.90・5勝3敗と好投していた。

### ブルージェイズ時代
2016年8月1日にルーペ・チャベスとのトレードで、トロント・ブルージェイズへ移籍した。ブルージェイズ加入後は、全てリリーフで14試合に登板したが、防御率8.40と打ち込まれた。レギュラーシーズン通算では、自己最多の40試合（うち5試合が先発登板）に投げ、7勝4敗・防御率3.97・WHIP1.38という成績を残した。オフの11月3日にFAとなった。

### レッズ時代
2017年1月26日に1年230万ドルでシンシナティ・レッズと契約を結んだ。2月8日に指名投手枠で第4回ワールド・ベースボール・クラシック(WBC)のイスラエル代表に選出されたが、2月14日に代表辞退を表明した。
シーズンでは開幕投手を務めたが、8月に右膝手術によりシーズン終了となった。この年は21試合先発で7勝7敗・防御率4.77・WHIP1.36であった。オフの11月2日にフリーエージェント（FA）となった。

## 投球スタイル
約200cmの長身から、平均球速90.4mph（約145.5km/h）のシンカー、平均88.1mph（約141.7km/h）のカットボール、平均76.0mph（約122.3km/h）のカーブの3つをバランス良く投げる生粋のグラウンドボーラー（ゴロを打たせるタイプの投手）である。2012年まではシンカーを中心に組み立てられていたが、2013年以降はカットボールを基本球種としている。そのため以前よりも奪三振率が向上している。他には左打者相手に平均84.2mph（約135.5km/h）のチェンジアップ、カウント球として平均90.0mph（約144.8km/h）のフォーシームを投げる。またごく稀に50～60mph（約70～100km/h）のスローボールを投げる場合もある。

## 詳細情報

### 年度別投手成績
| 年 度      | 球 団      | 登 板 | 先 発 | 完 投 | 完 封 | 無 四 球 | 勝 利 | 敗 戦 | セ 丨 ブ | ホ 丨 ル ド | 勝 率 | 打 者 | 投 球 回 | 被 安 打 | 被 本 塁 打 | 与 四 球 | 敬 遠 | 与 死 球 | 奪 三 振 | 暴 投 | ボ 丨 ク | 失 点 | 自 責 点 | 防 御 率 | W H I P |
| ---------- | ---------- | ----- | ----- | ----- | ----- | -------- | ----- | ----- | -------- | ----------- | ----- | ----- | -------- | -------- | ----------- | -------- | ----- | -------- | -------- | ----- | -------- | ----- | -------- | -------- | ------- |
| 2005       | TEX        | 8     | 0     | 0     | 0     | 0        | 0     | 1     | 0        | 1           | .000  | 37    | 9.1      | 9        | 0           | 2        | 1     | 0        | 4        | 0     | 0        | 1     | 1        | 0.96     | 1.18    |
| 2006       | TEX        | 36    | 0     | 0     | 0     | 0        | 0     | 2     | 0        | 7           | .000  | 175   | 41.1     | 42       | 4           | 10       | 0     | 4        | 30       | 0     | 0        | 19    | 18       | 3.92     | 1.26    |
| 2007       | TEX        | 29    | 0     | 0     | 0     | 0        | 1     | 2     | 0        | 0           | .333  | 192   | 39.0     | 44       | 3           | 32       | 5     | 3        | 19       | 2     | 2        | 26    | 25       | 5.77     | 1.95    |
| 2008       | TEX        | 28    | 25    | 0     | 0     | 0        | 6     | 8     | 0        | 0           | .429  | 651   | 151.1    | 161      | 22          | 56       | 2     | 10       | 74       | 4     | 2        | 103   | 89       | 5.29     | 1.43    |
| 2009       | TEX        | 34    | 31    | 0     | 0     | 0        | 17    | 8     | 0        | 0           | .680  | 791   | 189.2    | 178      | 18          | 65       | 0     | 9        | 113      | 5     | 2        | 87    | 86       | 4.08     | 1.28    |
| 2010       | TEX        | 29    | 22    | 0     | 0     | 0        | 7     | 11    | 0        | 0           | .389  | 641   | 141.1    | 181      | 18          | 45       | 2     | 5        | 75       | 11    | 0        | 98    | 86       | 5.48     | 1.60    |
| 2011       | TEX        | 11    | 2     | 0     | 0     | 0        | 2     | 1     | 0        | 0           | .667  | 129   | 32.0     | 25       | 3           | 10       | 0     | 2        | 22       | 2     | 0        | 14    | 14       | 3.94     | 1.09    |
| 2012       | TEX        | 29    | 21    | 0     | 0     | 0        | 6     | 11    | 0        | 0           | .353  | 536   | 123.2    | 139      | 14          | 32       | 2     | 1        | 96       | 2     | 1        | 79    | 70       | 5.09     | 1.38    |
| 2013       | CHC        | 15    | 15    | 1     | 0     | 0        | 7     | 6     | 0        | 0           | .538  | 376   | 91.0     | 79       | 10          | 25       | 0     | 3        | 67       | 4     | 0        | 42    | 35       | 3.46     | 1.14    |
| 2013       | BAL        | 15    | 15    | 1     | 1     | 0        | 5     | 6     | 0        | 0           | .455  | 382   | 90.2     | 80       | 9           | 31       | 1     | 6        | 65       | 3     | 1        | 45    | 43       | 4.27     | 1.22    |
| '13計      | BAL        | 30    | 30    | 2     | 1     | 0        | 12    | 12    | 0        | 0           | .500  | 758   | 181.2    | 159      | 19          | 56       | 1     | 9        | 132      | 7     | 1        | 87    | 78       | 3.86     | 1.18    |
| 2014       | HOU        | 29    | 29    | 2     | 1     | 0        | 8     | 12    | 0        | 0           | .400  | 765   | 180.1    | 185      | 16          | 50       | 5     | 11       | 107      | 6     | 1        | 86    | 75       | 3.74     | 1.30    |
| 2015       | HOU        | 18    | 18    | 0     | 0     | 0        | 5     | 5     | 0        | 0           | .500  | 451   | 108.1    | 115      | 13          | 27       | 1     | 0        | 61       | 8     | 0        | 49    | 47       | 3.90     | 1.31    |
| 2016       | HOU        | 26    | 5     | 0     | 0     | 0        | 5     | 3     | 0        | 0           | .625  | 137   | 62.0     | 64       | 8           | 13       | 3     | 3        | 42       | 0     | 0        | 27    | 20       | 2.90     | 1.24    |
| 2016       | TOR        | 14    | 0     | 0     | 0     | 0        | 2     | 1     | 0        | 0           | .667  | 73    | 15.0     | 23       | 2           | 6        | 0     | 0        | 14       | 0     | 0        | 15    | 14       | 8.40     | 1.93    |
| '16計      | TOR        | 40    | 5     | 0     | 0     | 0        | 7     | 4     | 0        | 0           | .636  | 338   | 77.0     | 87       | 10          | 19       | 3     | 3        | 56       | 0     | 0        | 42    | 34       | 3.97     | 1.38    |
| 2017       | CIN        | 21    | 21    | 1     | 1     | 0        | 7     | 7     | 0        | 0           | .500  | 439   | 111.1    | 116      | 21          | 35       | 2     | 6        | 93       | 3     | 0        | 62    | 59       | 4.77     | 1.36    |
| 通算：13年 | 通算：13年 | 342   | 204   | 5     | 3     | 0        | 78    | 84    | 0        | 8           | .481  | 5936  | 1386.1   | 1441     | 161         | 439      | 24    | 63       | 882      | 50    | 9        | 753   | 682      | 4.43     | 1.36    |

### 背番号
- 39（2005年 - 2012年）
- 46（2013年 - 2013年7月1日、2014年 - 2016年）
- 34（2013年7月2日 - 同年終了）
- 37（2017年 - 同年終了）